# Kleine soembaboeboekuil
De kleine soembaboeboekuil (Ninox sumbaensis) is een vogel uit de familie Strigidae (Echte uilen). Al in de jaren 1980 bestond het vermoeden bij ornithologen die Soemba bezochten, dat daar een uil voorkwam die nog niet eerder was beschreven. Er werden in 2001 geluidsopnamen gemaakt en later werden zichtwaarnemingen gedaan en op 30 dec 2001 werd een exemplaar geschoten dat kon worden gebruikt voor DNA-onderzoek naar de taxonomie van de vogels. Toen bleek dat deze soort nieuw was en afweek van alle mogelijke soorten die in het gebied voorkwamen en behoorde tot het geslacht Ninox. Het is een bedreigde, endemische vogelsoort op Soemba, een eiland dat behoort tot de Kleine Soenda-eilanden van Indonesië.

## Kenmerken
De vogel is 23 cm lang. Het is een kleine valkuil met een grijs "gezicht", duidelijke witte wenkbrauwen en op de kop grijs met een patroon van hele fijne lijntjes. Deze valkuil lijkt sterk op de veel langer bekende soembaboeboekuil (Ninox rudolfi) maar deze valkuil is groter, heeft donkerder ogen, minder opvallende witte wenkbrauwen en witte vlekken op borst en buik.

## Verspreiding en leefgebied
Deze soort is endemisch op Soemba. De leefgebieden bestaan uit stukjes oerwoud of secundair bos in heuvelland tussen de 600 en 950 meter boven zeeniveau.

## Status
De kleine soembaboeboekuil heeft een beperkt verspreidingsgebied en daardoor is de kans op uitsterven aanwezig. De grootte van de populatie werd in 2017 door BirdLife International geschat op 10 tot 20 duizend volwassen individuen en de populatie-aantallen nemen af door habitatverlies. De leefgebieden wordt aangetast door ontbossing waarbij natuurlijk bos wordt gekapt en omgezet in gebied voor agrarisch gebruik. Om deze redenen staat deze soort als bedreigd op de Rode Lijst van de IUCN.